# Grønnevang Kirke
Grønnevang Kirke var oprindelig en vandrekirke beliggende i den østlige del af Hillerød i Grønnevang Sogn.
Vandrekirken blev med hjælp fra Kirkefondet indviet Palmesøndag 1987, efter at der havde været afholdt gudstjenester hver 2. søndag på den nærliggende Skanseskole i 7 år.
1. søndag i advent 1989 blev Grønnevang Kirkedistrikt oprettet med selvstændigt menighedsråd, udskilt fra Præstevang sogn.
I 1991 blev udskillelsen færdiggjort, og Grønnevang blev selvstændigt sogn og pastorat fra 1. januar 1992.
En vigtig opgave for den nye menighed og menighedsråd var at få bygget en permanent kirke, og efter flere års opsparing i samarbejde med de øvrige menighedsråd i Hillerød kommune blev der i år 2000 afholdt arkitektkonkurrence, som arkitekterne Friis og Moltke vandt.
Nabohøring og stigning i bygge- og anlægsomkostninger medførte forsinkelser i byggeriet, men den 28. september 2008 blev den nybyggede Grønnevang Kirke indviet af biskop Lise-Lotte Rebel.
- Klokkestabel ved Grønnevang Kirke.
- Den gamle vandrekirke.

## Eksterne kilder og henvisninger
- Grønnevang Kirkes hjemmeside